# Jake Paul
Jake Joseph Paul (født 17. januar 1997) er en amerikansk influencer og professionel 
bokser. Hans internetberømmelse startede på det sociale medie Vine, før han spillede rollen som Dirk Mann i Disney Channel- serien Bizaardvark i to sæsoner. I 2024 slog han i en professionel boksekamp den 31 år ældre tidligere sværvægtsmester Mike Tyson på point.

## Kontroverser
Gennem hele sin karriere er Paul blevet omdrejningspunktet for mange kontroverser på grund af sin opførsel, herunder involvering i risikable "stunts", seksuelt antydende adfærd og offentliggøre materiale i strid med YouTubes regler. Han er blevet fyret fra Bizaardvark, anklaget for kriminel indtrængen og ulovlig forsamling. Jake er også to gange blevet anklaget for seksuelle overgreb.

## Boksning
Pauls boksekarriere begyndte i august 2018, da han besejrede den britiske YouTuber [Deji Olatunji] (Deji) i en amatørkonkurrence ved knockout i femte runde. Hans debut som professionel bokser kom da han slog Youtuberen "AnEsonGib" i januar 2020 via knockout i første runde. Siden har han haft en række kampe som professionel, bl.a. imod den pensionerede basketballspiller Nate Robinson, den pensionerede mixed martial artist Ben Askren og den tidligere UFC-mester Tyron Woodley. Paul gentog sin sejr over Woodley i december 2021. I 2023 tabte han for første gang i sin professionelle karriere i en kamp mod Tommy Fury - Pauls første kamp mod en aktiv professionel bokser. 16. november 2024 besejrede Paul den 31 år ældre tidligere verdensmester Mike Tyson på point efter otte tominutters runder. Scoren fra kampens tre dommere var 80-72, 79-73 og 79-73 til Paul.